# منغالا
منغالا ممثلة ومدبلجة لبنانية.

## عن حياتها
شاركت في العديد من المسلسلات ولها مشاركات في دوبلاج الرسوم المتحركة.

## أعمالها
- من أجل غدي
- سانشيرو
- نينجا كابامارو
- رانزي المدهشة
- البطل خماسي
- مسلسل أوراق الصغار

## روابط خارجية
- منغالا على موقع قاعدة بيانات الأفلام العربية